# 졸업 파티
《졸업 파티》(영어: Prom Night)는 1980년 개봉한 캐나다의 슬래셔 영화로, 폴 린치가 감독을 맡았다.
2008년 리부트작 《프롬 나이트》가 개봉하였다.